# Fille de feu (film, 1933)
Pour les articles homonymes, voir Fille de feu.
Pour plus de détails, voir Fiche technique et Distribution.
Fille de feu (Hot Pepper) est un film américain réalisé par John G. Blystone, sorti en 1933.

## Synopsis
Les aventures de Flagg et Quirt, maintenant démobilisés, à New York au moment de la Prohibition...

## Fiche technique
- Titre original : Hot Pepper
- Titre français : Fille de feu
- Réalisation : John G. Blystone
- Scénario : Barry Conners, Philip Klein
- Direction artistique : Joseph C. Wright
- Costumes : Earl Luick
- Photographie : Charles G. Clarke
- Son : Eugene Grossman
- Montage : Alex Troffey
- Musique : Val Burton, Will Jason (en) et Arthur Lange (non crédité)
- Chorégraphie : Sammy Lee
- Société de production : Fox Film Corporation
- Société de distribution : Fox Film Corporation
- Pays de production :  États-Unis
- Langue originale : anglais
- Format : noir et blanc — 35 mm — 1,37:1 — son Mono (Western Electric Recording)
- Genre : Comédie
- Durée : 76 minutes
- Dates de sortie :
  - France : 15 janvier 1933

## Distribution
- Edmund Lowe : Harry Quirt
- Victor McLaglen : Jim Flagg
- Lupe Vélez : Pepper
- El Brendel : Olsen
- Lilian Bond : Hortense
- Boothe Howard : « Trigger » Thorne
- Gloria Roy : Lily
- André Cheron : Maître d'hôtel

## Autour du film
Victor McLaglen et Edmund Lowe avaient déjà interprété les mêmes personnages de "Flagg" et "Quirt" dans trois films de Raoul Walsh : Au service de la gloire (1926), Têtes brûlées (1929) et Women of All Nations (1931).